# Portret Stanisława Witkiewicza z Wojciechem Rojem
Portret Stanisława Witkiewicza z Wojciechem Rojem (Portret Witkiewicza z góralem) – obraz olejny Leona Wyczółkowskiego namalowany w 1902.
Obraz namalowany został w 1902 w Zakopanem lub Krakowie. Obecnie znajduje się w zbiorach Muzeum Narodowego w Krakowie (nr inw.: MNK II-b-874). Wymiary dzieła wynoszą: wysokość: 100 cm, szerokość: 130 cm (z ramą: wysokość: 110 cm, szerokość: 139 cm, głębokość: 4 cm). Na obrazie znajduje się sygnatura L.Wyczółkowski 1902. Obraz należał do kolecji Feliksa Jasieńskiego, który był zaangażowany w obronę teorii Stanisława Witkiewicza związanych ze stylem zakopiańskim”. Do Muzeum Narodowego w Krakowie obraz został przekazany w 1920 jako dar.
Na obrazie przedstawiony jest Stanisław Witkiewicz oraz Wojciech Roj – zakopiański gazda, przewodnik tatrzański, cieśla i realizator projektów Stanisława Witkiewicza.

## Udział w wydarzeniach
Obraz był lub jest prezentowany m.in. na poniższych wystawach:
- Leon Wyczółkowski / II edycja, 2003-08-08 – 2003-09-28; Muzeum Historii Miasta Łodzi
- Oblicza Polski – Oblicza Polaków, 2019-02-01 – 2020-02-15; Paulina Chełmecka, Natalia Koziara, Skarb Państwa – Kancelaria Prezydenta Rzeczypospolitej Polskiej, Luiza Berdak
- Leon Wyczółkowski / III edycja, 2003-10-06 – 2003-11-30; Agencja KONTAKT
- Leon Wyczółkowski 1853-1936. W 150. rocznicę urodzin artysty, 2003-12-15 – 2004-02-29; Zamek Książąt Pomorskich w Szczecinie
- #dziedzictwo; Muzeum Narodowe w Krakowie
- Polskie Style Narodowe, 2021-07-01 – 2022-01-02; Muzeum Narodowe w Krakowie
- Wystawa retrospektywna portretu polskiego w okresie od 1854-1954 w stuletni jubileusz Towarzystwa Przyjaciół Sztuk Pięknych, 1954-03-20 – 1954-04-30; Towarzystwo Przyjaciół Sztuk Pięknych w Krakowie